# 白尾双足蜥
白尾双足蜥（学名：Dibamus bourreti）为双足蜥科双足蜥属的爬行动物。

## 特征
形似蚯蚓，体长16～20厘米，紫棕色背面，有金属光泽，腹部颜色略浅；全身被以覆瓦状排列的圆鳞；眼睛隐藏于鳞下，没有耳孔；尾短而钝，末端白色；没有四肢，仅雄性有一对短而扁的鳍状后肢，镶嵌在肛侧凹沟内；卵生。

## 分布
穴居，常栖息枯草朽木下。分布于越南以及中国大陆的广西、湖南等地。该物种的模式产地在越南。

## 保护
本种于2023年被收录入《有重要生态、科学、社会价值的陆生野生动物名录》。